# 盧森堡的瑪麗-加布里埃爾
盧森堡的瑪麗-加布里埃爾（1925年8月2日—2023年2月10日），盧森堡王室人物，女大公夏洛特的第三女。

## 家庭
1951年，瑪麗-加布里埃爾與克努特·德·霍爾斯坦-勒德雷堡（Knud de Holstein-Ledreborg）結婚，兩人共有七個女兒：
1. 莫妮卡（Monica，1952年出生）
2. 莉迪亞（Lydia，1955年出生）
3. 薇洛妮卡（Veronica，1956年出生）
4. 希爾維亞（Silvia，1958年出生）
5. 卡蜜拉（Camilla，1959年出生）
6. 塔緹亞娜（Tatiana，1961年出生）
7. 安東妮亞（Antonia，1962年出生）

## 逝世
盧森堡王室宣布瑪麗-加布里埃爾公主於2023年2月10日逝世，死因並未同時公開。瑪麗-加布里埃爾公主也是夏洛特女大公和費利克斯親王最後一位離世的孩子。